# ماري فرانسيس بيري
ماري فرانسيس بيري (بالإنجليزية: Mary Frances Berry)‏ هي مؤرخة أمريكية، ولدت في 17 فبراير 1938 في ناشفيل في الولايات المتحدة.

## وصلات خارجية
- ماري فرانسيس بيري على موقع الموسوعة البريطانية (الإنجليزية)
- ماري فرانسيس بيري على موقع إن إن دي بي (الإنجليزية)